# شعار هولندا
الشعار الأعظم للمملكة (بالهولندية: Groot Rijkswapen) هو الشعار الشخصي لملك هولندا (حالياً الملك فيليم ألكسندر). وتستخدم حكومة هولندا نسخة مصغرة من دون عباءة أو خيمة، أو حتى في بعض الأحيان يستخدم فقط الدرع والتاج. وتم تنظيم مكونات الشعار من قبل الملكة فيلهلمينا في مرسوم ملكي 10 يوليو 1907م، وأكدته بعدها الملكة يوليانا في مرسوم ملكي 23 أبريل 1980م.

## الوصف
توصيف الشعار كالتالي:
الشعار الأعظم: شعار نبالة بلون لازوردي، مع أسد متوج بلون أصفر ومسلح، ذو لسان أحمر. في مخلبه الأيمن سيف فضي ومقبضه ذهبي اللون. وفي مخلبه الأيسر سبعة أسهم فضية اللون مدببة ومربوطة برباط ذهبي اللون. (الأسهم السبعة ترمز للمقاطعات السبعة لاتحاد أوترخت). ويتوج الدرع بالتاج الملكي الهولندي ويحمله أسدان يقفان على قدميهما وذوي لسان أحمر. وهما يقفان على شريط حلزوني مزخرف لازوردي اللون مكتوب عليه باللون الأصفر بالفرنسية "Je Maintiendrai" وتعني «سأصون». والملك يضع هذا الشعار على عباءة حمراء مبطنة بفرو القاقم. وفوق العباءة خيمة حمراء مرة أخرى متوجة بالتاج الملكي.وينص المرسوم الملكي أنه يمكن للخلفاء الذكور أن يستبدلوا التاج فوق الدرع بخوذة ذات قمة ناساو. كما سيأتي لاحقاً.
الشعار المتوسط: ويحمل الأوصاف نفسها ولكن بدون العباءة والخيمة الملكية ويستخدم في شؤون الدولة ووثائقها الرسمية كجوازات السفر
الشعار الأصغر: ويتكون من الدرع فقط ويستخدم في شؤون الحكومة كترويسة أوراق وخطابات الوزارات.

## تاريخ وأصل شعار النبالة
هذا الإصدار من شعار النبالة قيد الاستخدام منذ عام 1907م، ولكنه يختلف قليلاً فقط عن الإصدار الذي اعتمد عام 1815م. فمنذ عام 1815 وحتى عام 1907 كانت جميع الأسود ترتدي التاج الملكي وكانت الأسود في وضع المواجهة.
وقد اعتمد هذا الشعار الملكي الملك الأول لمملكة الأراضي المنخفضة فيليم الأول عندما أصبح ملكاً بعد مؤتمر فيينا عام 1815م. وكملك فقد اعتمد شعار النبالة الذي يجمع بين عناصر من عائلة أوراني - ناساو شعار عائلته وعناصر من جمهورية هولندا السابقة التي كانت موجودة منذ 1581 وحتى 1795.
فمن شعار عائلته استخدم مستطيل لازوردي اللون (أزرق) وبه مستطيلات صغيرة صفراء وأسد أصفر من ناساو (الدرع الأزرق، المستطيلات الصفراء، والأسد). والشعار "Je Maintiendrai" تمثل شعار أسرة أوراني حيث أنه دخول حيز الأسرة مع إمارة أوراني باسم "Je Maintiendrai Châlons" «سأصون شالون» (Chalon-sur-Saône). وقد وجدت هذه العناصر أيضا على شعار الملك وليام الثالث الذي كان أيضاً ملك إنجلترا (1689-1702). فقد أخذ من الشعار السابق لبرلمان لجمهورية المقاطعات المتحدة الأسد مع الإكليل، والسيف والسهام. السهام ترمز إلى المقاطعات السبع التي شكلت الجمهورية، والسيف يمثل العزم على الدفاع عن حريتهم، والإكليل يرمز لسيادتها. وقد استبدل وليام الإكليل بالتاج الملكي. وفي عام 1907 عادت الملكة فيلهلمينا إلى الإكليل المفتوح.

الشعار الملكي للأراضي المنخفضة (1815-1907)
شعار ناساو
علم مملكة الأراضي المنخفضة
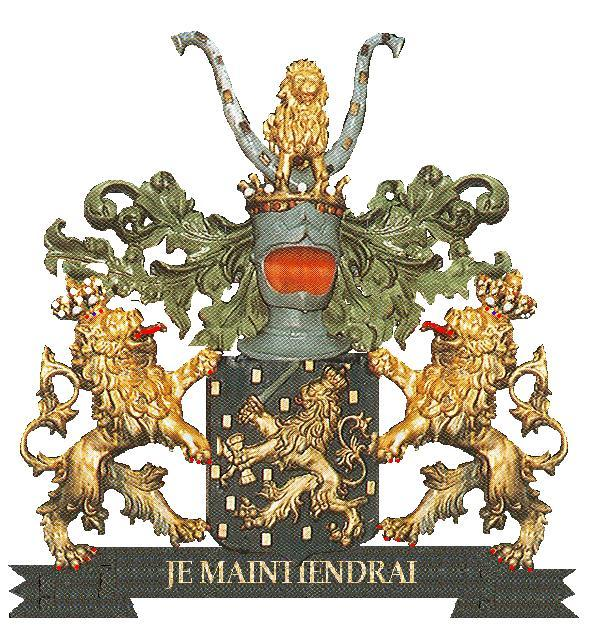
شعار فولرام 1815 ذو إكليل"

### كونتات ناساو
كان شعار عائلة ناساو موجوداً منذ حوالي 1250م. وكان هناك إصداران من شعارات ناساو يمثلان اثنين من فرعي العائلة الرئيسيين: وهما الأخان الكونت فولرام الثاني والكونت أوتو الأول الذين اتفقا على تقسيم أراضي والدهما (هنري الثاني) بينهما عام 1255م. وقد أضافت سلالة فولرام تاج إلى الأسد في شعار ناساو لتجعله مختلفاً عن الأسد الذي تستخدمه سلالة أوتو. ويعتبر ملوك وملكات هولندا من نسل الكونت أوتو، بينما الدوقات الأكبر للوكسمبورغ من نسل الكونت فولرام. وهم مازالوا يستخدمون «ناساو» في شعاراتهم. (انظر الصفحات 105 و 106 من هذا الملف PDF-file on the Grand Ducal Family). وكلا السلالتين منقرضة الآن في خط الذكور.
والخوذة والقمة والتي يمكن استخدامها في الشعار الملكي من قبل الخلفاء الذكور للعرش (وهي في الواقع يتم استخدامها من قبل بعض أعضاء الذكور من العائلة المالكة) هي: على خوذة (احتفالية) مع قضبان وزخرفة صفراء ومعطف لازوردي وأصفر اللون تصدر من إكليل أصفر وزوج من الأجنحة السوداء ومنحنى فضي اللون مرسوم مع ثلاثة أوراق من شجرة الزيزفون الخضراء.
وهذه القمة يستخدمها أحفاد أوتو وتختلف عن القمة المستخدمة من قبل أحفاد فولرام. لكن في المرسوم الملكي 1815م كانت القمة التي تصدر من التاج الملكي على الشعار الهولندي كانت تلك المستخدمة من قبل سلالة فولرام. ولا يعرف على وجه الدقة لماذذا حدث هذا. وربما يرجع ذلك إلى «خطأ» أن هذه القمة كانت نادراً ما تستخدم.
قمة سلالة فولرام هي: بين اثنين من جذوع مستطيلات لازوردية وصفراء اللون مع أسد في وضع الجلوس. الجزعان ربما سوء تأويل لقرني البقرة، والقمة التي كثيراً ما تستخدم في شعارات النبالة الألمانية. وعلى شعار الدوق الأكبر للوكسمبورغ الأسد متوج، مسلح وذو لسان أحمر.

### إمارة أوراني
تم استخدام الشعار من كل حكام عائلة ناساو الذين كانوا أيضاً أمراء إمارة أوراني حيث جاءت للأسرة مع إمارة أوراني عام 1530م. وقد كان الكونت هنري الثالث من ناساو- بريدا الذي كان يعيش في الأراضي المنخفضة متزوجاً من كلاوديا أوراني- شالون. وشقيقها فيليبيرت من شالون كان آخر أمراء إمارة أوراني من بيت شالون. وعندما توفي عام 1530م ورث ابن هنري وكلاوديا «رينيه من ناساو - بريدا» الإمارة بشرط أن يستخدم اسم وشعار عائلة شالون. وبالتالي يعرفه التاريخ باسم رينيه من شالون. ومع هذا الميراث انتقل شعار "Je Maintiendrai Châlons" إلى أسرة ناساو. وقد توفي رينيه عام 1544م دون أن يترك وريثاً لذا فقد ورث ابن عمه «فيليم ناساو - ديلينبيورخ» جميع أراضي رينيه. وأصبح وليام «فيليم من أوراني» (المعروف بلقب فيليم الصامت) ومؤسس عائلة أوراني - ناساو. وفي البداية غير فيليم الشعار ل "Je Maintiendrai Nassau"، ثم فيما بعد حذف هو (أو أبنائه) اسم العائلة من الشعار.
لم يتم استخدام القرن في شعار إمارة أوراني ولكن جزء من الشعارات والأعلام الشخصية لكثير من أعضاء الأسرة المالكة. انظر على سبيل المثال صورة image العلم الملكي لهولندا.

### جمهورية هولندا
يرجع استخدام السيف والسهام إلى حكام هابسبورغ.

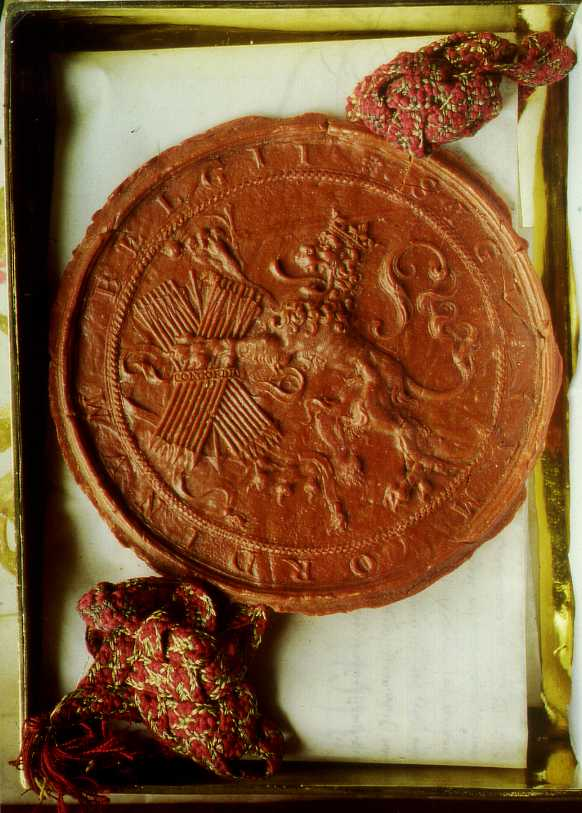
الختم الأعظم للبرلمان، 1578

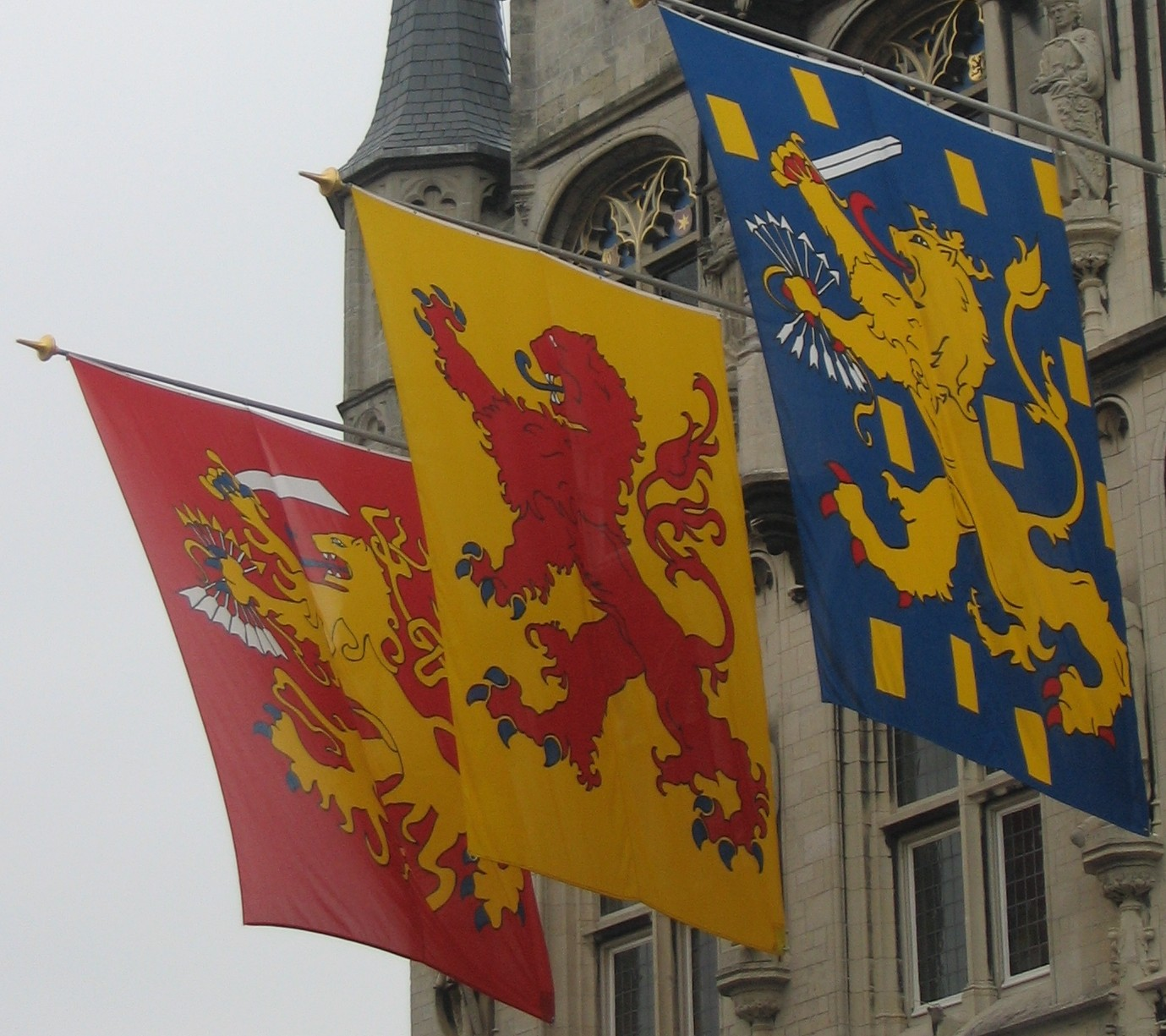
رايات من الداخل إلى الخارج: جمهورية هولندا، وإقطاعية هولندا ومملكة الأراضي المنخفضة، معلقة من قاعة المدينة في خاودا.

أسد جمهورية هولندا

الأسد الذي يمثل الأراضي المنخفضة البورغندية ظهر لأول مرة على قمة قبر فيليب الوسيم. ثم أضاف له الملك كارلوس الخامس السيف فيما بعد، أما الأسهم فكانت تستخدم على العملات النقدية وما إلى ذلك منذ أوائل القرن 16 لتمثل المقاطعات السبعة عشر في البلدان المنخفضة تحت سيطرة هذا الملك. وفي عام 1578 وخلال حرب الثمانين عاماً أمر البرلمان بختم كبير جديد يمثل الأسد والسيف والسهام ال17 مجتمعة. ورغم أن سبع مقاطعات فقط ظلت مستقلة عن إسبانيا إلا أن هذا الختم بقي قيد الاستخدام حتى 1795.
وبعد الانتهاء من تشكيل جمهورية المقاطعات السبع المتحدة عام 1584 قررت الجمهورية أن تستخدم هذا الشعار: أسد أصفر مسلح ومتوج على أرضية حمراء وذو لسان أزرق، يحمل في مخلبه الأيمن سيفاً، ومخلبه الأيسر سبعة سهام. وقد اشتقت هذه الألوان من أهم المقاطعات السبع: مقاطعة هولندا (لا يزال شعارها مستخدماً منذ أن اعتمده كونتات هولندا حوالي عام 1198م)
وبعد عام حوالي 1668م تم عكس الألوان فأصبح الشعار: أسد أحمر مسلح ومتوج على أرضية صفراء وذو لسان أزرق، يحمل في مخلبه الأيمن سيفاً فضياً ذو مقبض أصفر، ومخلبه الأيسر سبعة سهام فضية مربوطة معاً بشريط أصفر.
السهام ترمز إلى المقاطعات السبع التي شكلت الجمهورية، والسيف العزم على الدفاع عن حريتهم، والإكليل سيادتها.

### 1795-1815 الثورة، سنوات نابليون والترميم
عام 1795م اضطر الحاكم الأعلى فيليم الخامس إلى الفرار بمساعدة فرنسية، وأعلنت الجمهورية الباتافية (1795-1806). وفي البداية لم يكن لذلك أي تأثير على استخدام شعار الجمهورية السابق. ومع ذلك في العام التالي تم استبدال الأسد، الذي استخدم لمدة حوالي 280 سنة بصورة استعارية ل«فتاة الحرية الهولندية».
وقد شهد استبدال الجمهورية الباتافية بالمملكة الهولندية (1806-1810) أول عودة لأسد البرلمان. وقد استخدم لويس نابليون بونابرت (شقيق الإمبراطور نابليون الفرنسي) الذي عرف باسم الملك لويس الأول شعاراً وضع فيه الأسد الهولندي مع النسر الإمبراطوري الفرنسي. وبعد أن ألغى الإمبراطور نابليون المملكة الهولندية عام 1810 كان على الأسد أن يغادر المسرح مرة أخرى وكان النسر الإمبراطوري هو المستخدم فقط.
في عام 1813 أجبر الفرنسيون مغادرة هولندا وأعلن نجل الحاكم الأعلى السابق فيلم الأول الأمير السيادي (1813-1815). وكي يرمز فقد فرض شعاراً جديداً. وفيه عاد الأسد مرة أخرى بالسيف والسهام المصنوعة، الآن مع تاج ملكي على رأسه. ووضع مرة أخرى في المواقع الرئيسية من الدرع (الربع الأول والرابع). في الربع الثاني والثالث حيث شعار شالون- أوراني- جنيف، في شعار ناساو (أوتو) حيث وضع على شعار النبالة في وسط الدرع.
جاء التقاعد النهائي للأسد الجمهوري عام 1815 مع تأسيس مملكة الأراضي المنخفضة المتحدة. لأن هذه المملكة الجديدة لا تتألف فقط من أراضي جمهورية هولندا السابقة ولكن أيضاً من الأراضي المنخفضة النمساوية أو جنوب الأراضي المنخفضة فبالتالي لم يكن مناسباً مواصلة استخدام الشعار القديم. الأول تم النظر في خليط شعار برابنت (الأسد الأصفر على خلفية سوداء، الآن أصبح شعار بلجيكا). في النهاية وضعت السمات والسيف والسهام والتاج في رعاية زميله الأقدم من ناساو ليرمز إلى الاتحاد بين بيت ناساو وهولندا. وكما رأينا أعلاه فإن هذا لا يزال أساس الشعار الحالي.

فتاة الحرية الهولندية 1797-1806
شعار المملكة الهولندية
شعار فيليم الأول كأمير سيادي 1813-1815

## مزيد من القراءة
Wapens van de Nederlanden : de historische ontwikkeling van de heraldische symbolen van Nederland, België, hun provincies en Luxemburg / Hubert de Vries. Uitgeverij Jan Mets, Amsterdam, 1995
Website: Dutch Royal House
Website: Dutch ministry of Foreign Affairs
Website: International Civic Heraldry
Website: Nassau - Ottonian Line
- ملفات التاريخ: Rulers of Nassau
- ملفات التاريخ: Rulers of the Netherlands